# San Giorgio del Sannio
San Giorgio del Sannio är en ort och kommun i provinsen Benevento i regionen Kampanien i Italien. Kommunen hade 10 064 invånare (2017).